# Aptenodytes patagonicus
El pingüino rey (Aptenodytes patagonicus) es una especie de ave de la familia de los pingüinos (Spheniscidae). Es el segundo pingüino más grande dentro de las 18 especies de pingüinos que existen en el mundo después del pingüino emperador (Aptenodytes forsteri). Es una ave que migra por su alimento desde islas subantárticas hasta aguas circumpolares antárticas.
Se distribuye por las regiones circumpolares en el continente antártico, donde están las zonas de los vientos del oeste. Anida en la Bahía Inútil en la Isla Grande de Tierra del Fuego, en Chile y en las islas cercanas a América del Sur (como las Malvinas y las Georgias del Sur), África (Islas del Príncipe Eduardo e islas Crozet) y Oceanía (islas Kerguelen e isla Macquarie).
La parte superior de su pecho, a la altura de la garganta, es de color naranja amarillento, bordeado por una línea negra, con la espalda tapizada de color gris, que baja hasta llegar a la cola. Su vientre es blanquecino, y su cabeza negra y armada de un pico largo, puntiagudo y parcialmente anaranjado. Sus patas están adaptadas para nadar en el agua.

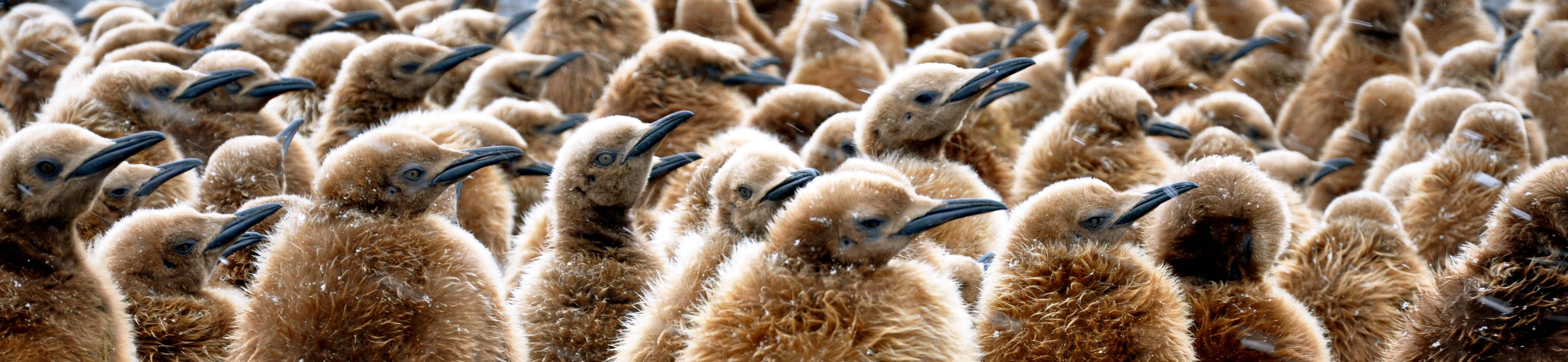
Ejemplares jóvenes.

Las crías están cubiertas por un plumón castaño muy suave, que tiene la apariencia de pelo. Viven hasta veinte años en estado natural. Se alimentan de kril, peces pequeños, etc.
Presenta dos subespecies:
- Aptenodytes patagonicus patagonicus
- Aptenodytes patagonicus halli